# 아드리아나 스미스 임신 사건
아드리아나 스미스 임신 사건(Adriana Smith pregnancy case)은 미국 조지아주에서 임신 9주의 초기 임신부가 뇌사 상태에 빠진 뒤, 태아순환이 감지된 태아의 낙태를 금지하는 조지아주법에 따라 에모리 대학교 병원에서 연명치료를 하다가 응급 제왕 절개술로 극조산아를 분만한 뒤 인공호흡기를 떼고 사망한 사건이다.
로 대 웨이드 사건의 판례가 도브스 대 잭슨 여성 건강 기구 사건에 의해 무효화 된 이후 발생한 이 사건은, 뇌사 임신부에 대한 적절한 말기의료와 낙태 권리에 대한 논쟁을 불러일으켰다.

## 임신과 사망
조지아주 애틀란타의 흑인 여성 30세 간호사 아드리아나 스미스(Adriana Smith, 1994년 6월생)는 2025년 2월 메트로 애틀랜타 광역권에 있는 노스사이드 병원(Northside Hospital)에 임신 9주에 두통으로 입원하였다. 퇴원한 뒤 다음날 남자친구의 신고로 에모리 대학 병원에 이송되었으나 뇌 혈전이 발견되었다는 진단과 함께 뇌사 판정을 받았다.
5월 중순 스미스 간호사의 어머니인 에이프릴 뉴커크(April Newkirk)는 태아심장박동이 감지된 태아의 낙태를 제한하는 조지아주의 낙태금지법에 따라, 환자의 가족이 연명치료를 강제로 할 수 밖에 없었다고 밝혔다. 그리고 고펀드미(GoFundMe)에 치료비 모금 요청을 올렸다.
스미스의 가족이 2025년 6월 스미스의 만 31세 생일을 낙태권 지지단체와 함께하는 예배에서 축하한 며칠 뒤, 스미스는 응급 제왕절개로 극조산아를 분만하였고, 분만 며칠 후 생명유지장치를 떼어 스미스는 사망하였다.

## 같이 보기
- 뇌사 임신부 생명유지치료
- 재생산권
- 태아 생존 가능성(fetal viability)
- 심장박동법(Heartbeat Bill)
- 로 대 웨이드 사건
- 도브스 대 잭슨 여성 건강 기구 사건
- 방아쇠 법
- 재생산권